# Love Me Tender

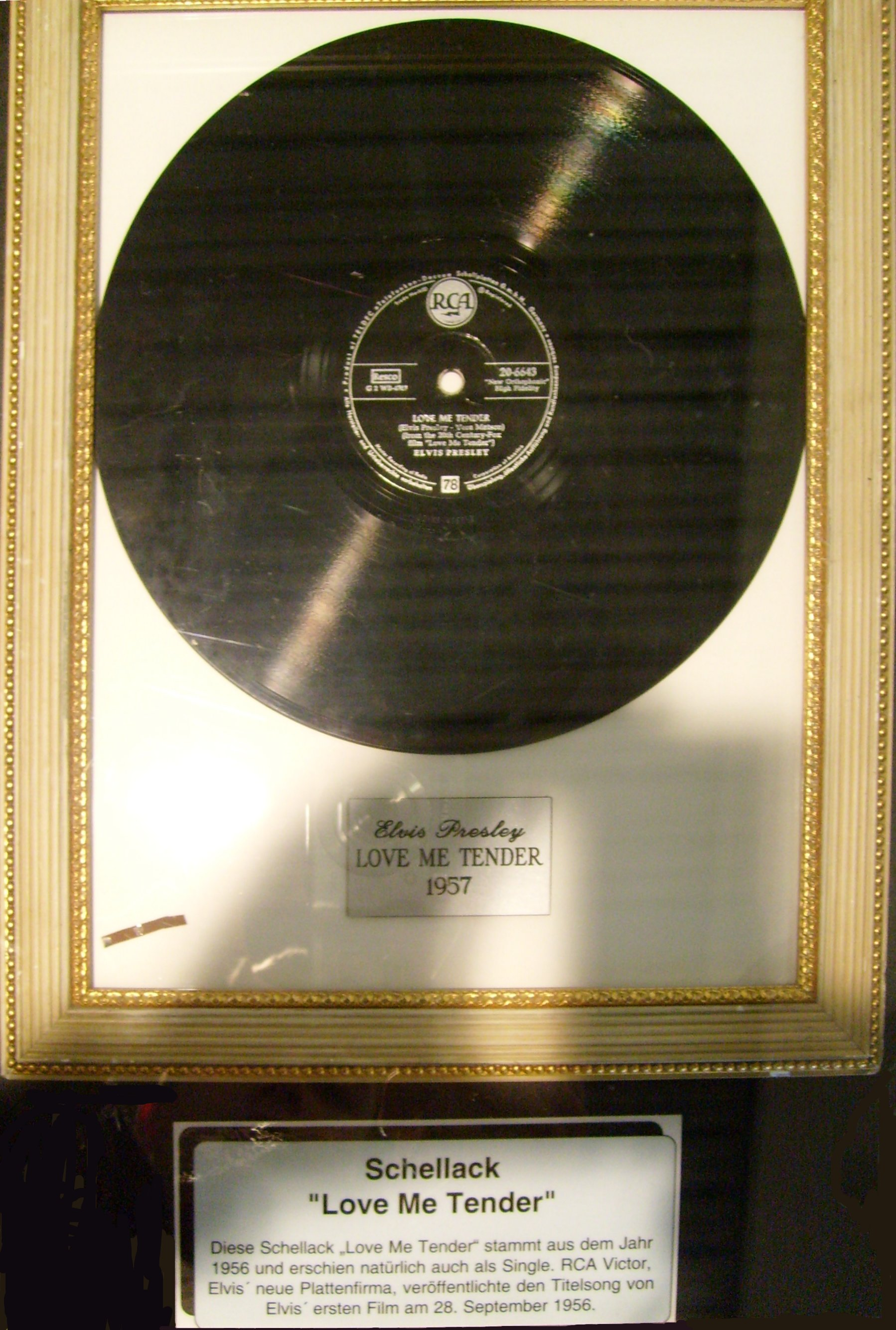
Frühe Schellackpressung, erschienen am 6. Oktober 1956

Love Me Tender ist ein Song, der 1956 in der Fassung des US-amerikanischen Sängers Elvis Presley weltbekannt wurde. Das Original der Ballade heißt Aura Lee, stammt aus dem Jahr 1861 und wurde durch zahlreiche Coverversionen zu einem Evergreen.

## Entstehungsgeschichte

### Ursprung als Minstrel-Musik
Der ehemalige Rechtsanwalt William Whiteman Fosdick (Text) und der 1835 aus England eingewanderte George A. Poulton (Musik) haben 1861 zu Beginn des Amerikanischen Bürgerkriegs einen Song mit dem Titel Aura Lee (alternativ auch Aura Lea) für die Holley & Campbell Minstrels verfasst, die hiermit in Minstrel-Shows auftraten. Musikverleger J. Church hat am 1. Mai 1861 das US-amerikanische Copyright zum Song registrieren lassen. Als Aura Lee populär wurde, hatte der Sezessionskrieg gerade begonnen. Die romantische Ballade handelt von der Beschreibung eines hübschen Mädchens mit glänzendem Haar. Die Holley & Campbell Minstrels traten auch bei den Soldaten auf. Dadurch wurde die Ballade in Militärkreisen beliebt und avancierte zum Soldatenlied. Als solches wurde es in der berühmten West Point Academy mit neuem Text (von L. W. Becklaw) unter dem Titel Army Blue insbesondere in Abschlussklassen ab 1865 gespielt.

### Verwendung in Kinofilmen
Der Song Aura Lee kam später in mehreren Kinofilmen vor. Zunächst wurde er im Bürgerkriegsdrama Come and Get It (kam am 6. November 1936 in die US-Kinos; deutsche Fassung: Nimm, was du kriegen kannst) von Frances Farmer gesungen, aber nicht auf Platte gepresst. Dann tauchte er im Western The Last Musketeer (1. März 1952) und schließlich in The Long Grey Line (9. Februar 1955; Mit Leib und Seele) als West-Point-Song auf. Die erste Plattenaufnahme von Aura Lee war eine Country-Version der Shelton Brothers, aufgenommen am 17. Februar 1937.

## Elvis Presley

### Filmgrundlage
Am 1. April 1956 unterschrieb Presleys Manager Colonel Tom Parker ein von Filmproduzent Hal B. Wallis unterbreitetes Filmangebot für Presley, das die Produktion von drei Filmen vorsah.  Der erste dieser Filme wurde zunächst unter dem Arbeitstitel The Reno Brothers geführt. Als jedoch am 22. August die Dreharbeiten begannen, hatte er bereits den endgültigen Filmtitel Love Me Tender (1. Februar 1957; Pulverdampf und heiße Lieder) angenommen. Für den nach der Bürgerkriegszeit spielenden Western hatte Kenneth Lorin Darby die gesamte, aus vier Songs bestehende Filmmusik geschrieben. Er adaptierte hierfür auch das in die Filmstory passende Aura Lee und verfasste für den Folksong einen zeitgemäßeren romantischen Balladentext. Am 8. Oktober 1956 waren die Dreharbeiten abgeschlossen.

### Musiktitel

Elvis Presley - Love Me Tender

Für den Musiktitel Love Me Tender war Presley am 24. August 1956 im Tonstudio der 20th Century Studios in Los Angeles. Filmmusik-Komponist Darby lehnte dabei die sonst übliche Begleitung von Presley (Scotty Moore, Bill Black und D. J. Fontana) ab, weil sie ihm seiner Filmmusik nicht würdig erschien; stattdessen wurde Presley vom Ken Darby Trio begleitet. Jon Dodson übernahm den Hintergrundgesang.
Der Song ist in der Originalaufnahme einfach instrumentiert und arrangiert. Neben Presleys Stimme ist nur noch eine Gitarrenbegleitung zu hören. Der Gesang ist leicht mit Hall unterlegt. Das 2. Take wurde von Produzent Steve Sholes für die geplante Single ausgewählt. Bereits vor der offiziellen Veröffentlichung des Songs präsentierte Elvis den Titel Love Me Tender am 9. September 1956 in der Ed Sullivan Show, die von 54 Millionen Zuschauern gesehen wurde. Das löste 800.000 Vorbestellungen für die Single aus.
Erst am 6. Oktober 1956 erschien Love Me Tender / Any Way You Want Me (That's How I Will Be) (RCA Records #47-6643) auf dem Markt und verkaufte zunächst über eine Million Exemplare, insgesamt bis 1999 über 3 Millionen. Die Ballade blieb fünf Wochen auf dem ersten Rang und hatte dabei den Elvis-Titel Don’t Be Cruel / Hound Dog vom ersten Platz verdrängt. Als sie am 3. November 1956 erstmals auf Rang eins stand, war der Film noch nicht veröffentlicht worden; die Filmpremiere fand erst am 15. November 1956 statt. Love Me Tender erhielt einen BMI-Award. Am Jahresende hatte Presley über zehn Millionen Singles verkauft, sodass etwa 2/3 des gesamten Plattenumsatzes von RCA auf Presley-Singles entfielen.

### Rekorde
Presley verdankt Love Me Tender drei seiner Chartrekorde: zum ersten Mal in der Billboardgeschichte hatte eine Single desselben Künstlers, Presleys Hound Dog nämlich, von der Chartspitze verdrängt. Der zweite Rekord bestand darin, dass es einem Künstler zum ersten Mal gelungen war, beide Spitzenplätze der amerikanischen Charts zu belegen. Schließlich war es, Hound Dog und Love Me Tender zusammengenommen, auch noch die bis dahin längste Zeit, die sich ein Künstler ohne Unterbrechung an der Spitze der Billboard-Charts aufgehalten hat, nämlich 16 Wochen. Auch spätere Veröffentlichungen der Single schafften es weltweit immer wieder in die Hitlisten.

### Fehlende Strophe
Laut Drehbuch des Films Love Me Tender musste Presleys Figur am Ende sterben. Mit einer versöhnlichen zusätzlichen Strophe des Songs Love Me Tender, die Presley mit großer Orchesterbegleitung „aus dem Himmel“ singt, sollten die aufgrund des Filmtodes ihres Idols aufgebrachten US-Teenager beruhigt werden. Diese Strophe ist nicht auf der aus dem Soundtrack ausgekoppelten Single zu hören, sondern wurde erst Jahre später innerhalb der Reihe Essential Elvis auf Platte veröffentlicht.

## Urheberschaft
Als offizielle Komponisten wurden Elvis Presley und Vera Matson bei BMI registriert. Beide waren nicht die wirklichen Autoren des Songs. Ken Darby schrieb den Text und ist Bearbeiter der Musik, weil zu jener Zeit die Melodie von Aura Lee bereits als Public domain galt. Der mächtige Presley-Manager Parker sorgte dafür, dass Darby dem „cut-in“ zustimmte, Presley als Mitkomponist registrieren zu lassen, ohne dass Presley einen eigenen geistigen Beitrag zum Song hatte. Dieses „cut-in“ kam anfangs bei Presley-Platten (und auch sonst in der Popmusik) nicht selten vor. So ist zu erklären, dass bei BMI insgesamt 51 Musiktitel für Presley als Komponist urheberrechtlich registriert sind. Presley hat der American Music Preservation zufolge lediglich geringen künstlerischen Einfluss auf die Arrangements der Fremdkompositionen genommen, der zu gering war, um die urheberrechtliche Schwelle als Ko-Autor zu überschreiten. Vera Matson war die Ehefrau von Ken Darby, sodass zwei Autoren formal registriert sind, die keinen Beitrag zur Entstehung des Songs geleistet hatten.

## Coverversionen
Für Gerhard Wendland schrieb Peter Moesser unter dem Titel Immer wieder lieb' ich Dich einen deutschen Text, den Wendland im Januar 1957 für Polydor (#50 395) aufnahm. Jim Reeves griff 1959 den Originalsong unter dem Originaltitel Aura Lee auf. Connie Francis brachte Love Me Tender auf der LP Never on Sunday im Oktober 1961 heraus. Weitere Fassungen stammen von den Lettermen (Oktober 1962), Pat Boone (September 1963), Platters (August 1964), Marty Robbins (LP My Woman My Woman My Wife, März 1970), Merle Haggard (Oktober 1977), Linda Ronstadt (September 1978), Kenny Rogers (August 1989), Tony Bennett (Oktober 1994) oder Frank Sinatra (LP Trilogy; aufgenommen im August 1979, erschienen im März 1980). In der im März 1960 in Miami gedrehten Fernsehshow Welcome Home Elvis, die Presleys Rückkehr in das Show-Business nach seiner Armeezeit markierte, gab es einen Auftritt, bei dem Frank Sinatra als Gag eine Presley-Nummer im Sinatra-Stil und Elvis Presley eine Sinatra-Nummer im Presley-Stil im Wechsel sangen. Dafür arrangierte Nelson Riddle ein Potpourri aus Sinatras Hit Witchcraft und Elvis Presleys Love Me Tender. Die Website Coverinfo.de listet insgesamt 79 Versionen auf.